# Hochspannungsleitung zur Insel Zhoushan
Die Hochspannungsleitung zur Insel Zhoushan ist eine 2009–2010 errichtete 220-kV-Leitung zur chinesischen Insel Zhoushan. Sie verläuft über mehrere Inseln. Südlich der Insel Damao hat sie das längste Spannfeld mit einer Weite von 2700 Metern und verwendet hierzu die zweithöchsten Hochspannungsmasten der Welt mit einer Höhe von 370 Metern und einem Gewicht von 5999 Tonnen. Wenige Kilometer nördlich davon wurde 2018 für eine weitere Hochspannungsleitung zwischen Zhoushan und Ningbo ein 380 Meter hoher Mast fertiggestellt.

## Koordinaten der Masten
- 29° 55′ N, 122° 1′ O
- 29° 56′ N, 122° 2′ O